# Eukleidova věta o prvočíslech
Eukleidova věta je základním tvrzením v teorii čísel, že existuje nekonečně mnoho prvočísel. Tvrzení poprvé dokázal řecký matematik Euklidés ve svém díle Eukleidovy Základy na konci 4. století př. n. l. Pro jeho větu existuje několik důkazů.